# Финляндский 7-й стрелковый полк
7-й Финляндский стрелковый полк — воинское формирование, входившее в состав 22-го армейского корпуса.
Старшинство — 5 ноября 1855 года.
Полковой праздник — 26 июня.
Место постоянной дислокации — г. Выборг.
Полк — активный участник Первой мировой войны, в частности, боевых действий в Карпатах.

## Командиры
- 31.12.1901—02.03.1904 — полковник Преженцов, Александр Богданович
- 19.03.1904—19.12.1906 — полковник Чернавин, Всеволод Владимирович
- 19.12.1906—17.11.1907 — полковник Чебыкин, Александр Нестерович
- 28.09.1907—14.09.1912 — полковник Серебренников, Иван Константинович
- 14.09.1912—04.02.1914 — полковник Геруа, Александр Владимирович
- 23.02.1914—11.05.1915 — полковник Орлов, Павел Александрович
- 23.06.1915—03.02.1916 — полковник Марушевский, Владимир Владимирович
- 03.07.1916—15.04.1917 — полковник (с 07.02.1917 генерал-майор) Иванов, Иосиф Михайлович